# Sandra Corveloni
Sandra Corveloni (Flórida Paulista, 9 de maio de 1965) é uma atriz brasileira. Reconhecida na televisão e no cinema, ela é vencedora do prêmio de interpretação feminina do Festival de Cannes por seu papel em Linha de Passe, além de ter sido indicada quatro vezes ao Grande Otelo da Academia Brasileira de Cinema, sendo vencedora em 2018 na categoria melhor atriz coadjuvante por A Glória e a Graça.

## Biografia
Sua formação artística iniciou-se nos anos 90, quando Sandra começou a estudar teatro na Pontifícia Universidade Católica de São Paulo (PUC-SP), formando-se pelo TUCA. Para manter-se na vida, a atriz realizava apresentações teatrais infantis e representações em peças sobre segurança em empresas.
Sandra sempre teve sua carreira voltada para os palcos, onde já realizou inúmeros espetáculos, angariando reconhecimento no meio teatral, sendo considerada uma das melhores atrizes do país. Integrante do Grupo Tapa, no qual atua, ensina e faz assistência de direção, atualmente ela se prepara para montar o espetáculo Amargo Siciliano, como diretora assistente de Eduardo Tolentino, fundador do grupo.
Sandra estreou no cinema de longa-metragem com o filme Linha de Passe, de Walter Salles e Daniela Thomas, sendo consagrada logo em sua estréia com o prêmio de melhor atriz (Prix d'interprétation féminine) no Festival de Cinema de Cannes, em maio de 2008, por seu trabalho no papel de Cleuza, a mãe de quatro meninos pobres da periferia paulista, seu sonhos e suas expectativas frustradas. Sandra conquistou oito dos nove jurados presentes no festival, desbancando as atrizes Angelina Jolie e Julianne Moore.
Em virtude da perda recente de um bebê, Sandra não compareceu ao Festival, sendo representada na premiação pelos diretores do filme. Anteriormente, Sandra tinha atuado nos curtas-metragens Flores Ímpares (1996) e Amor! (1994).
Na televisão, Corveloni ganhou destaque tardiamente e ficou conhecida por seus papéis em telenovelas da Rede Globo, em principal de autoria de Walcyr Carrasco. Sua estreia se deu no ano seguinte à vitória em Cannes, em 2009, fazendo participações nos seriados Força Tarefa e Unidos do Livramento, na Rede Globo e na TV Cultura, respectivamente. Em 2010 conquista seu primeiro personagem fixo em uma produção da Rede Globo, na 18.ª temporada de Malhação, interpretando a mãe do protagonista, Bruno Gissoni, Lourdes, uma dona-de-casa batalhadora.
Em 2012, destaca-se na série vencedora do Emmy Internacional de melhor série dramática, O Brado Retumbante, interpretando a professora Neide Batalha. No mesmo ano integra o elenco da telenovela Amor Eterno Amor de Elizabeth Jhin, interpretando a vilã Solange Campos, atuando ao lado das atrizes Cássia Kiss e Mayana Neiva.
Sandra voltou a ganhar destaque na mídia em 2013, quando interpretou a sofrida Neide na telenovela do horário nobre da Rede Globo Amor à Vida. Na trama, Neide era casada com Amadeu (Genézio de Barros) e mãe de três filhos:   Leila (Fernanda Machado), Daniel (Rodrigo Andrade) e Linda (Bruna Linzmeyer). Sua filha caçula, Linda, era autista e tinha vários conflitos com Neide e seus irmãos.
Em 2014 atuou na novela das seis Boogie Oogie de Rui Vilhena, onde deu vida a dona-de-casa Augusta, mãe do vilão Pedro, interpretado por José Loreto.
Três anos mais tarde, regressa ao horário nobre a convite do autor Walcyr Carrasco para sua telenovela O Outro Lado do Paraíso, onde interpretara sua personagem de maior destaque dentro da teledramaturgia. Sandra deu vida a polêmica socialite Lorena, casada com o delegado Vinícius (Flávio Tolezani) que abusava da enteada Laura, interpretada por Bella Piero, a socialite fechava os olhos para o que acontecia dentro de sua casa. A trama de Lorena ganhou grande repercussão nacional. 

### Vida Pessoal
Sandra é casada com um professor de italiano, Maurizio de Simone, desde 1998. Juntos, o casal tem um filho, Orlando, nascido no ano de 2002.

## Filmografia

### Televisão
| Ano  | Título                  | Personagem                  | Nota                          |
| ---- | ----------------------- | --------------------------- | ----------------------------- |
| 1994 | Tropicaliente           | Mulher na festa             | Episódio: "16 de maio"        |
| 2009 | Força-Tarefa            | Márcia                      | Episódio: "Horário de Visita" |
| 2009 | Unidos do Livramento    | Sinhá Rita                  |                               |
| 2010 | Malhação                | Lurdes da Silva Lopes       | Temporada 18                  |
| 2012 | O Brado Retumbante      | Profª. Neide Batalha        |                               |
| 2012 | Amor Eterno Amor        | Solange Campos              |                               |
| 2013 | Amor à Vida             | Neide Melo Rodriguez        |                               |
| 2014 | Boogie Oogie            | Augusta Oliveira            |                               |
| 2017 | A Grande Viagem         | Rosa                        | Episódio: "A Presilha"        |
| 2017 | A Grande Viagem         | Rosa                        | Episódio: "Tesouro Perdido"   |
| 2017 | O Outro Lado do Paraíso | Lorena Ribeiro Castro       |                               |
| 2019 | Sob Pressão             | Elisa                       | Episódio: "11 de julho"       |
| 2019 | Hebe                    | Esther Magalhães de Camargo |                               |
| 2020 | Onisciente              | Judite Almeida              |                               |
| 2022 | Não Foi Minha Culpa     | Estela                      |                               |

### Cinema
| Ano  | Título                                              | Personagem              | Notas          |
| ---- | --------------------------------------------------- | ----------------------- | -------------- |
| 1994 | Amor!                                               | Púbis                   | Curta-metragem |
| 1996 | Flores Ímpares                                      | —                       | Curta-metragem |
| 1998 | Girassóis Ruminantes                                | Adelaide                |                |
| 2008 | Linha de Passe                                      | Cleusa                  |                |
| 2010 | Pimenta                                             | Mãe                     | Curta-metragem |
| 2011 | O Filme dos Espíritos                               | Vera                    |                |
| 2011 | Onde Está a Felicidade?                             | Suzy                    |                |
| 2011 | A Grande Viagem                                     | Clara                   | Curta-metragem |
| 2012 | O Afinador                                          | —                       | Curta-metragem |
| 2012 | Luz nas Trevas – A Volta do Bandido da Luz Vermelha | Ana                     |                |
| 2013 | Somos tão Jovens                                    | Carminha                |                |
| 2014 | Os Amigos                                           | Lígia                   |                |
| 2015 | Sangue Azul                                         | Rosa                    |                |
| 2015 | Oração do Amor Selvagem                             | Viúva Anita             |                |
| 2015 | Tudo Que Aprendemos Juntos                          | Alzira                  |                |
| 2017 | A Glória e a Graça                                  | Graça Maranhão          |                |
| 2017 | Vazante                                             | Dona Ondina             |                |
| 2017 | Polícia Federal: A Lei É para Todos                 | Dona Marici             |                |
| 2018 | 10 Segundos para Vencer                             | Angelina                |                |
| 2019 | Kardec                                              | Amélie Gabrielle Boudet |                |
| 2022 | Vale Night                                          | Virgina                 |                |
| 2024 | Madame Durocher                                     | Madame Durocher         | [ 11 ]         |
| 2025 | Alegria do Amor                                     | Beatriz                 |                |
| 2025 | O Berço                                             | Teresa                  | Curta-metragem |

## Teatro
- Dançando em Lúnassa[13]
- Credores
- Sideman
- O Livro dos Monstros Guardados
- Retorno ao Deserto
- Mistinguett
- I Racconti Sul Vestito Incantato
- O Califa da Rua do Sabão
- Auto da Paixão e da Alegria
- Major Bárbara
- Órfãos de Jânio
- Contos de Sedução
- A Serpente
- As Viúvas
- Ônibus da História
- Ivanov
- Operetinha do Sapato Falador (direção)[14]

## Prêmios e Indicações
| Ano  | Associações                         | Categoria                              | Nomeações               | Resultado | Ref    |
| ---- | ----------------------------------- | -------------------------------------- | ----------------------- | --------- | ------ |
| 2008 | Prêmio Contigo! de Teatro           | Melhor Direção (com Eduardo Tolentino) | Amargo Siciliano        | Indicada  |        |
| 2008 | Festival de Cannes                  | Melhor Interpretação Feminina          | Linha de Passe          | Venceu    | [ 16 ] |
| 2008 | Prêmio Qualidade Brasil             | Atriz Revelação                        | Linha de Passe          | Venceu    |        |
| 2008 | Festival de Havana                  | Melhor Atriz                           | Linha de Passe          | Venceu    | [ 17 ] |
| 2009 | Prêmio ACIE de Cinema               | Melhor Atriz                           | Linha de Passe          | Venceu    |        |
| 2009 | Prêmio Contigo! de Cinema Nacional  | Melhor Atriz                           | Linha de Passe          | Venceu    |        |
| 2009 | Prêmio Guarani de Cinema Brasileiro | Melhor Atriz                           | Linha de Passe          | Venceu    | [ 18 ] |
| 2009 | Festival SESC                       | Melhor Atriz                           | Linha de Passe          | Venceu    |        |
| 2009 | Grande Prêmio do Cinema Brasileiro  | Melhor Atriz                           | Linha de Passe          | Indicada  | [ 19 ] |
| 2010 | Prêmio Contigo! de Teatro           | Melhor Atriz (Júri oficial)            | Side Man                | Indicada  |        |
| 2010 | Prêmio Contigo! de Teatro           | Melhor Atriz (Júri popular)            | Side Man                | Indicada  |        |
| 2012 | Prêmio Shell                        | Melhor Direção                         | L'Ilustre Molière       | Indicada  | [ 21 ] |
| 2014 | Grande Prêmio do Cinema Brasileiro  | Melhor Atriz Coadjuvante               | Somos tão Jovens        | Indicada  | [ 22 ] |
| 2017 | Los Angeles Brazilian Film Festival | Melhor Atriz Coadjuvante               | A Glória e a Graça      | Venceu    |        |
| 2018 | Grande Prêmio do Cinema Brasileiro  | Melhor Atriz Coadjuvante               | A Glória e a Graça      | Venceu    |        |
| 2018 | Prêmio Cenym de Teatro              | Melhor Atriz                           | Vincent River           | Indicada  | [ 23 ] |
| 2019 | Prêmio CinEuphoria                  | Melhor Atriz                           | Vazante                 | Indicada  |        |
| 2019 | Grande Prêmio do Cinema Brasileiro  | Melhor Atriz Coadjuvante               | 10 Segundos para Vencer | Indicada  |        |